# Retox
Albums de Turbonegro
Party Animals
Retox est le huitième album du groupe norvégien de deathpunk Turbonegro. C'est le premier album produit sur le nouveau label créé par Turbonegro "Scandinavian Leather Recordings".
Réalisé le 11 juin 2007 en Norvège et 15 juin dans le reste de l'Europe et le 14 août 2007 aux États-Unis.
Selon Turbonegro, l'album serait : "Un film de biker nihiliste et homo"

## Liste des chansons
1. "We're Gonna Drop the Atom Bomb" - 3:41
2. "Welcome to the Garbage Dump" - 1:58
3. "Hell Toupée" - 3:27
4. "Stroke the Shaft" - 3:19
5. "No, I'm Alpha Male" - 3:13
6. "Do You Do You Dig Destruction" - 3:46
7. "I Wanna Come" - 3:37
8. "You Must Bleed/All Night Long" - 2:39
9. "Hot and Filthy" - 3:15
10. "Boys From Nowhere" - 3:29
11. "Everybody Loves a Chubby Dude" - 3:48
12. "What Is Rock?!" - 7:49
13. "Back In Denim"
14. "Into the Void" (
15. "Levelled Karma" (iTunes bonus)

## Membres du groupe
- Hank Von Helvete - chant
- Euroboy - guitare solo
- Rune Rebellion - guitare rythmique
- Pål Pot Pamparius - guitare rythmique
- Happy-Tom - basse
- Chris Summers - batterie